# بازی با آتش (ترانه بلک‌پینک)
«بازی با آتش» (انگلیسی: Playing with Fire; کره‌ای: 불장난; لاتین‌نویسی اصلاح‌شده: Buljangnan) ترانه‌ای از گروه دخترانهٔ کره‌ای بلک‌پینک است. این ترانه در ۱ نوامبر ۲۰۱۶ همراه با ترانهٔ «بمان»، به عنوان دومین تک‌آهنگ دیجیتال آلبوم اسکوئر تو توسط وای‌جی انترتینمنت منتشر شد. این ترانه به نویسندگی تدی پارک است و آهنگسازی آن را تدی و آر. تی انجام داده‌اند.

## پیش‌زمینه و انتشار
در اکتبر ۲۰۱۶، یک تصویر تیزر از جنی همراه با نام ترانه، «بازی با آتش»، آشکار شد و به دنبال آن تصویرهای تیزر لیسا، رزی و جیسو در روز بعد منتشر شد. در ۳۱ اکتبر، ویدئوی پشت صحنهٔ «بازی با آتش» منتشر شد.

## موزیک ویدئو و ترویج
کارگردانی موزیک ویدئوی «بازی با آتش» را سو هیون سونگ انجام داده‌است که پیش از این با گروه همکاری داشته‌است و کارگردانی موزیک ویدئوی «بوم‌بایا» بر عهده داشته‌است. این موزیک ویدئو در کانال رسمی یوتیوب بلک‌پینک در نیمه‌شب ۱ نوامبر ۲۰۱۶ (کی‌اس‌تی) منتشر شد. تا ۲۸ دسامبر ۲۰۲۰، این موزیک ویدئو بیش از ۶۰۰ میلیون بازدید داشت. در ۴ نوامبر ۲۰۱۶، بلک‌پینک همچنین ویدئوی تمرین رقص «بازی با آتش» را در کانال رسمی یوتیوب خود منتشر کرد. کوریوگرافی آن بر عهدهٔ کایلی هانگامی بوده‌است که پیش از این با گروه برای «بوم‌بایا» از آلبوم تک‌آهنگ اسکوئر وان همکاری کرده بود.

## افتخارات
| سال  | مراسم                   | جایزه             | نتیجه | منابع |
| ---- | ----------------------- | ----------------- | ----- | ----- |
| ۲۰۱۷ | جوایز موسیقی جدول گائون | آهنگ سال – نوامبر | برنده | [ ۵ ] |

| برنامه    | تاریخ (در مجموع ۲ تا) | منابع |
| --------- | --------------------- | ----- |
| اینکیگایو | ۲۷ نوامبر ۲۰۱۶        | [ ۶ ] |
| اینکیگایو | ۴ دسامبر ۲۰۱۶         | [ ۷ ] |

## عملکرد جدول
| جدول (۲۰۱۶)                                         | بالاترین موقعیت |
| --------------------------------------------------- | --------------- |
| کانادا (۱۰۰ تک‌آهنگ داغ کانادا)                      | ۹۲              |
| ۸۱                                                  |                 |
| کره جنوبی (جدول دیجیتال گائون)                      | ۳               |
| آهنگ‌های دیجیتال جهانی ایالات متحده آمریکا (بیلبورد) | ۱               |

| جدول (۲۰۱۶)       | بالاترین موقعیت |
| ----------------- | --------------- |
| کره جنوبی (گائون) | ۳               |

| جدول (۲۰۱۶)       | موقعیت |
| ----------------- | ------ |
| کره جنوبی (گائون) | ۷۱     |
| جدول (۲۰۱۷)       | موقعیت |
| کره جنوبی (گائون) | ۳۳     |

## تاریخچهٔ انتشار
| کشور  | تاریخ         | قالب                  | ناشر             | منابع  |
| ----- | ------------- | --------------------- | ---------------- | ------ |
| مختلف | ۱ نوامبر ۲۰۱۶ | دانلود دیجیتال استریم | وای‌جی انترتینمنت | [ ۱۴ ] |